# Kilian Frankiny
Kilian Frankiny (Reckingen-Gluringen, 26 de gener de 1994) és un ciclista suís. Professional des del 2017 al BMC Racing, actualment corre a l'equip Team Qhubeka Assos. En el seu palmarès destaca el Giro de la Vall d'Aosta de 2016.

## Palmarès
- 2016
  - 1r al Giro de la Vall d'Aosta i vencedor d'una etapa

### Resultats a la Volta a Espanya
- 2017. No surt (16a etapa)
- 2019. 21è de la classificació general

### Resultats al Giro d'Itàlia
- 2018. 43è de la classificació general
- 2020. 77è de la classificació general
- 2021. 57è de la classificació general